# Yuval Noah Harari
Yuval Noah Harari (Kiryat Ata, Izrael, 1976. február 24. –), héberül: יובל נח הררי [juˈval ˈnoaχhaˈʁaʁi]; izraeli történész, író, a Jeruzsálemi Héber Egyetem történelem tanszékének professzora.
Harari a Sapiens – Az emberiség rövid története (2014), a Homo Deus – A holnap rövid története (2016), és a 21 lecke a 21. századra (2018) című népszerű tudományos bestsellerek szerzője. Írásaiban a szabad akaratot, a tudatot, az intelligenciát, a boldogságot és a szenvedést vizsgálja. Ír a mintegy 70 000 évvel ezelőtt bekövetkezett kognitív forradalomról, amikor a Homo sapiens kiszorította a rivális neandervölgyieket és a Homo nemzetség más fajait, kifejlesztette a nyelvi készségeket és a strukturált társadalmakat, felemelkedett a csúcsragadozók közé. Mindezeket a mezőgazdasági forradalom segítette és a tudományos forradalom gyorsította fel, ami lehetővé tette, hogy az ember közelítsen a környezete feletti uralomhoz. Könyvei egy olyan futurisztikus biotechnológiai világ lehetséges következményeit is vizsgálják, amelyben az intelligens biológiai organizmusokat felülmúlják saját teremtményeik; állítása szerint „a Homo sapiens, ahogy ma ismerjük, körülbelül egy évszázadon belül eltűnik”.

## Család, tanulmányok
Yuval Noah Harari az izraeli Kiriat Ata városában született Slomo és Pnina Harari gyermekeként, két testvére van. A világi zsidó családnak Lengyelországi és Bukovinai gyökerei vannak. .Édesapja mérnök, édesanyja pedig irodai adminisztrátor volt.
Harari hároméves korában tanult meg olvasni. Nyolcéves korától a haifai Leo Baeck Oktatási Központban egy, az intellektuálisan tehetséges gyerekeknek elkülönített osztályban tanult. Az Izraeli Védelmi Erőknél kötelező katonai szolgálatát elhalasztotta, hogy az Academic Atuda-program keretében folytathasson egyetemi tanulmányokat, de később a tanulmányait követő katonai szolgálat teljesítése alól egészségügyi problémái miatt felmentették.
A Jeruzsálemi Héber Egyetemen 1993 és 1998 közötti folytatott tanulmányait 17 évesen kezdte el. Nemzetközi kapcsolatokat és történelmet tanult, az utóbbin belül, kezdetben, a középkori történelemre és a hadtudományra szakosodott. Az Oxfordi Egyetem Jesus College-án 2002-ben szerezte meg PhD fokozatát, ahol doktori tanácsadója Steven J. Gunn volt. 2003 és 2005 között a Yad Hanadiv ösztöndíjasaként posztdoktori tanulmányokat folytatott a történelem területén. Oxfordban találkozott először Jared Diamond írásaival, aki nagy hatással volt későbbi írói munkásságára. Egyik, a Berggruen Intézetben tartott előadásában Harari azt mondta, hogy Diamond Háborúk, járványok, technikák című könyve egyfajta megvilágosodás volt a tudományos karrierje során, akkor jött rá, hogy valójában ő is tudna ilyen könyveket írni.

## Irodalmi pályafutás
Harari számos könyvet és cikket publikált. Ezek között található többek között, a már említetteken túl a Special Operations in the Age of Chivalry, 1100–1550; The Ultimate Experience: Battlefield Revelations and the Making of Modern War Culture, 1450–2000; The Concept of 'Decisive Battles' in World History és az Armchairs, Coffee and Authority: Eye-witnesses and Flesh-witnesses Speak about War, 1100–2000. Jelenleg elsősorban világtörténelmi és a makrotörténeti folyamatok állnak a kutatásai előterében.
2011-ben Sapiens: Az emberiség rövid története című könyve eredetileg héberül jelent meg, egy általa tanított világtörténelmi előadás 20 előadása alapján. Ezt követően 2014-ben jelent meg angolul, és azóta további mintegy 45 nyelvre fordították le. A könyv az emberi történelem teljes hosszát tekinti át, a Homo sapiens kőkorszaki evolúciójától egészen a 21. század politikai és technológiai forradalmáig. A héber kiadás bestseller lett Izraelben, nagy érdeklődést váltott ki a nagyközönség körében, Hararit pedig hírességgé tette. Joseph Drew azt írja, hogy „a Sapiens széleskörű és elgondolkodtató bevezetést nyújt az összehasonlító civilizáció tanulmányozói számára”, és olyan műnek tartja, amely „a társadalomtudományok fontosságára és széles spektrumára világít rá”.
2016-ban jelent meg Harari következő könyve Homo Deus: A holnap rövid története címmel, melyben a Homo sapiens jövőjének lehetőségeit vizsgálja. A könyv prognózisa szerint a jövőben az emberiség valószínűleg jelentős kísérletet tesz a boldogság, a halhatatlanság és az Istenhez hasonló képességek megszerzésére. A könyv a továbbiakban a múlt és a jelen tapasztalatai és tanulságai alapján azt vizsgálja, hogy a Homo sapiens e törekvése a jövőben hogyan valósulhat meg. A jövő számos lehetséges kimenetelének modellezésére Harari megalkotja a dataizmus fogalmát, mely olyan filozófiára, paradigmára alapul, amely imádja a „big datát”, a hatalmas adatrendszert. Siddhartha Mukherjee a The New York Times Book Review-ban írt cikkében úgy fogalmazott, hogy bár a könyv nem győzte meg teljesen, mégis úgy véli, hogy elengedhetetlen olvasmány azok számára, akik a jövőről gondolkodnak.
A 2018. augusztus 30-án megjelent 21 lecke a 21. századra című műve inkább a jelen problémáira összpontosít. A New Statesman egyik kritikája megjegyezte, hogy „nevetséges kinyilatkoztatásokkal van tele a szöveg”, kritizálta Harari írói stílusát, és kijelentette, hogy „értelmetlen kitérőkkel és kínzó banalitásokkal operál”. Egy, a Kirkus című lapban megjelent kritika viszont „tour de force”-ként, azaz „jelentős bravúrként” aposztrofálta a könyvet, és úgy ítélte meg, hogy a mű „az aktuális ügyek és az emberi társadalmak közeljövőjének rendkívül tanulságos feltárása”.
A Sapiens: Az emberiség rövid története című könyv grafikai adaptációjának első kötete, a Sapiens: A Graphic History – The Birth of Humankind, amelyet David Vandermeulennel és Daniel Casanave-vel közösen írt, 2020 novemberében jelent meg, és a How to Academy és a Penguin Books által szervezett online könyvbemutatón mutatták be.
Ezt követően 2022-ben jelent meg Harari következő könyve, az Unstoppable Us: How Humans Took Over the World, melyet Ricard Zaplana Ruiz illusztrált  amely az emberiség története gyereknyelven. Alig 200 oldalon, gyermekbarát nyelven Harari ugyanazt a tematikát dolgozta fel, mint a Sapiens: Az emberiség rövid története című bestsellerében, de a fiatalabb közönség számára leegyszerűsítette mondandóját anélkül, hogy azt lebutította volna. Ez a könyv az első a tervezett négy kötetéből.

## Kutatási területek, nézetek, vélemények

### Történelem
Harari történészként azt kutatta, hogyan jutott el a Homo sapiens a mostani állapotáig, illetve hogy lép majd tovább innen a jövőjét keresve. Érdeklődése középpontjában olyan makrotörténeti kérdések állnak, mint hogy mi a kapcsolat a történelem és a biológia között, mi a lényegi különbség a Homo sapiens és más állatok között, vagy hogy van-e igazságosság a történelemben. Felteszi a kérdést, van-e a történelemnek iránya, boldogabbak lettek-e az emberek a történelem folyamán. Harari az elégedetlenséget az emberi valóság „mély gyökerének” tekinti, mely szoros kapcsolatban áll az evolúcióval.

### Filozófia
Harari szerint, bár a szabad akarat eszméje és az erre épülő liberális értékek bátorsággal ruházták fel azokat az embereket, akik az inkvizíció, a királyok isteni joga, vagy a KGB ellen harcoltak, de a kibontakozó, mindent eluraló dataizmus világában a szabad akarat veszélyessé válik, sőt – érvelése szerint – valójában meg is szűnik. A kormányok és a nagyvállalatok idővel egyre mélyebben megismerik állampolgáraikat, dolgozóikat, idővel már jobban fogják ismerni őket, mint azok önmagukat. Amennyiben a kormányoknak és a cégeknek sikerül meghekkelniük az emberi természetet, akkor a legkönnyebben manipulálható emberek éppen azok lesznek, akik vakon hisznek a szabad akaratban.
Harari kifejti azt is, hogy az embereknek minden bizonnyal van akaratuk – de az nem szabad. Nem dönthetjük el, hogy milyen vágyaink legyenek. Minden választás rengeteg biológiai, társadalmi és személyes körülménytől függ, amelyeket nem feltétlenül uralunk. Állítja: eldönthetjük ugyan, hogy mit együnk, hogy ki legyen a feleségünk, kire szavazzunk, ám e döntéseket részben a génjeink, a biokémiánk, a nemünk, a családi hátterünk, a nemzeti kultúránk stb. határozza meg – azt viszont nem választhatjuk meg, hogy milyen génjeink vagy milyen családunk legyen.

### Futurológia
Harari így foglalta össze a világról alkotott nézeteit a Nautilus újságírójának, Steve Paulsonnak adott 2018-as interjújában:
„A dolgok jobbak, mint valaha. Azért még mindig elég rosszak. És még ennél is sokkal rosszabbra fordulhatnak. E megállapítások összességükben bizonyos fokig optimizmusra adhatnak okot, hiszen ha eljutottunk idáig, hogy a dolgok lehetnek jobbak, akkor ez azt jelenti, hogy a jövőben is képesek vagyunk egyre jobbá tenni őket.”

### Állatjog
Harari egy 2015-ös, a Guardianben megjelent interjújában az iparszerű állattenyésztést a történelem egyik legsúlyosabb bűntettének nevezi, az iparszerűen tenyésztett állatok sorsát korunk egyik legégetőbb etikai kérdésének tartja.

### Mesterséges intelligencia

#### Prognózis
Egy 2017-es cikkében Harari azt vizionálta, hogy a folyamatos technológiai fejlődés és a mesterséges intelligencia (MI) területén elért eredmények révén 2050-re egy új embercsoport jöhet létre. Az ebbe a kategóriába tartozó emberek alkotják majd a „mihasznák társadalmi osztályát”, akik nemcsak hogy munkanélküliek, de egyben alkalmazhatatlanok is. Érvelése szerint ennek az új társadalmi osztály kezelése gazdaságilag, társadalmilag és politikailag is az emberiség legnagyobb kihívása lesz az elkövetkező évtizedekben.
Harari egzisztenciális fenyegetést látott a mesterséges intelligencia és a biotechnológia területén zajló versengésben is, és kifejtette, hogy szoros együttműködésre van szükség a nemzetek között az olyan fenyegetések elhárítása érdekében, mint amilyen az ökológiai összeomlás, a nukleáris háború, vagy a technológiaválság.

#### ChatGPT
A ChatGPT 2022 végén történt premierjét követően négy hónappal a Future of Life Institute (FLI) nyílt levelében az emberiséget fenyegető súlyos veszélyre hivatkozva tudósok, köztük Harari arra figyelmeztettek, hogy az MI rendszerek mélységes kockázatot jelentenek a társadalomra és az emberiségre nézve egyaránt. Felszólították a mesterséges intelligenciával foglalkozó vállalatokat, hogy azonnal állítsák le a nagy teljesítményű mesterséges intelligencia rendszerekkel kapcsolatos kísérleteket, és sürgették a fejlesztőket, hogy legalább fél évre hagyjanak fel az egyre fejlettebb termékek bevezetésének ellenőrizetlen versenyével, amíg egyértelműbben ki nem derül, hogy a fejlett mesterséges intelligencia milyen kockázatokat jelent az emberiségre nézve. A mesterséges intelligencia fejlesztéssel foglalkozó cégeknek és a független szakértőknek ezt a hat hónapos szünetet arra kellett volna felhasználniuk, hogy közösen dolgozzanak ki és hajtsanak végre egy sor közös biztonsági protokollt a fejlett MI-tervezés és fejlesztés számára, amelyeket független külső szakértők szigorúan auditáltak és felügyeltek volna. A petíciót több mint 1100-an írták alá, köztük olyan közismert emberek, mint Elon Musk, a SpaceX, a Tesla és Twitter vezérigazgatója, Steven Wozniak, az Apple társalapítója. A nyílt levél hatástalan maradt.
2023 májusában a The Economistba írt véleménycikkében Harari kifejtette, hogy bár mesterséges intelligenciától (MI) való félelem a számítógép megjelenése óta kísérti az emberiséget, de eddig ezek a félelmek azon alapultak, hogy a gépek fizikai eszközöket használhatnak majd az emberek megölésére, leigázására vagy helyettesítésére. A közelmúltban azonban olyan új MI-eszközök jelentek meg, amelyek váratlan irányból fenyegetik az emberi civilizáció túlélését. Ezek, élen a ChatGPT-vel már szavak, hangok, képek segítségével már alakítani, befolyásolni is képesek a nyelvet, így befolyásolhatják az irányítást a civilizáció operációs rendszere felett, hisz valójában a nyelv a teljes emberi kultúra alapja. Akár a történelem is véget érhet, mely a biológia és a kultúra egymásra hatásának eredményeként jön létre. Harari véleménycikkében hangsúlyozta, még van némi idő a szabályozásra, de tisztában kell lenni vele, hogy az MI adottságai idővel exponenciálisan bővülnek, ezért mihamarabb szigorú biztonsági ellenőrzést kell bevezetni az MI fejlesztések területén. Ehhez  a kontrolláláshoz viszont megfelelő széles hatáskörű hatóság felállítására van szükség.

## Kritikák
Harari népszerű írásait a Big History műfajához tartozónak tartják. Ian Parker a New Yorkerben azt írta, hogy ugyan nem Harari találta fel a Big History műfaját, de frissítette azt az öntudatosság és a futurológia jegyeivel, valamint az emberi szenvedéssel kapcsolatos magasszintű, szinte nihilista nyugalommal.
Munkáját tudományos körökben már elutasítóbban fogadták. Christopher Robert Hallpike a Sapiensről írt kritikájában azt állította, hogy a könyv olvasása során gyakran döbbent meg azon, hogy Harari mennyire nem tájékozott bizonyos alapvető területeken: „Okkal jelenthetjük ki, hogy amikor Harari állításai nagyjából helytállóak, akkor azok nem jelentenek újdonságot, viszont amikor megpróbál eredeti lenni, olyankor gyakran tévedésbe esik, mégpedig sokszor durva tévedésbe.” Hallpike azt állítja, a Sapienst nem úgy kell értékelni, mint egy komoly hozzájárulást a tudományhoz, hanem úgy, mint infotainmentet, mely abból táplálkozik, hogy egy vad, intellektuális száguldás során végigvágtathatunk a történelem színterein, közben szenzációs spekulációkkal ismerkedhetünk meg, végül az emberi sorsra vonatkozó, vérfagyasztó jóslatokkal fejezhetjük be vágtánkat. A fenti kritériumok szempontjából roppant sikeres a Sapiens, mondja Hallpike.
2022. július 22-én a Current Affairs című amerikai magazin "The Dangerous Populist Science of Yuval Noah Harari" (Yuval Noah Harari veszélyes populista tudománya) címmel cikket közölt, rámutatva a tudományos megalapozottság  hiányára Harari műveiben. Nem vitatta, a "bestsellerszerző" tehetséges mesélő és népszerű előadó, mindazonáltal állította, hogy a szenzációhajhászás oltárán feláldozza a tudományt, művei pedig hemzsegnek a hibáktól.
A Frankfurter Allgemeine Zeitung 2022 novemberében Hararit történésznek és egyben már brandnek, márkának titulálta. Rámutatott, hogy a Yahav Harari Group, amelyet társa, Yahaf épített fel, egy "virágzó termékkozmosz", amely képregényeket és gyermekkönyveket, sőt hamarosan filmeket, dokumentumfilmeket is forgalmaz. Megfigyeltek egy "fagyosan determinisztikus ívet" a könyveiben, ami olyan népszerűvé tette őket a Szilícium-völgyben. Megállapították, hogy rajongói popsztárként ünneplik őt, pedig Harari csak azt a szomorú üzenetet sulykolja, hogy az emberek "hibás algoritmusok", akik hamarosan feleslegessé válnak, és le kell őket cserélni, mert a gépek mindent jobban fognak csinálni.

## Viták, ellentmondások
A Frankfurter Allgemeine Zeitung 2022 novemberében Hararit történésznek és egyben brandnek, márkának titulálta. Rámutattak arra, hogy a Yahav Harari Group, amelyet társa, Yahaf épített fel, egy "virágzó termékkozmosz", amely képregényeket és gyermekkönyveket, de hamarosan filmeket és dokumentumfilmeket is árul.
2019 júliusában széles körben bírálták Hararit, amiért 21 lecke a 21. századnak című harmadik könyvének orosz nyelvű kiadásában hozzájárult több rész kihagyásához, illetve jóváhagyott módosításokat, valamint az eredetinél enyhébb hangnemet használt benne, amikor az orosz hatóságokat említette. Leonyid Berzsidszkij ezt a Moscow Timesban „óvatosság, vagy – nevezzük a nevén – gyávaság” szavakkal illette. Nettanel Sljomovics a Háárecben avval vádolta meg, hogy feláldozza azokat a liberális eszméket, amelyeket maga is képviselni szeretne.
Válaszában Harari kijelentette, hogy felhívták előre a figyelmét, hogy melyek azok az ominózus részek, amelyek miatt az orosz cenzúra nem fogja engedélyezni a könyv orosz fordításának terjesztését. Ezzel dilemma elé állították, nevezetesen azt kellett eldöntenie, hogy néhány kifogásolt példát más példával helyettesítsen-e, és evvel elérje a könyv kiadását és terjesztését Oroszországban is, vagy ne változtasson semmit a szövegen, és akkor nem lesz oroszországi kiadás. Végül a kompromisszum mellett döntött, mondván, Oroszország vezető világhatalom, és fontos, hogy a könyv gondolatai eljussanak az oroszországi olvasókhoz is, különösen, mivel a könyv szellemiségében változatlanul nagyon kritikus maradt a Putyin-rezsimmel szemben – csak éppen nevek említése nélkül.

## Magánélete
Harari homoszexuális, 2002 óta házastársa Itzik Yahav, aki egyben menedzsere is, „mindentudó internetjének” hívja. A Jeruzsálem melletti Mesilat Zion mosavban élnek.
Harari 2000-ben, Oxfordban kezdte el a rendszeres vipasszana meditációt, amely saját bevallása szerint teljesen megváltoztatta az életét. Azóta minden nap két órán keresztül gyakorolja ezt a buddhista meditáció típust, meditálással kezdi és fejezi be napjait. Emellett minden évben legalább 30 napra meditációs szünetet tart, csendben, könyvek és közösségi média nélkül él, ilyenkor meditációs tanár-asszisztenskedik is. A Homo Deust tanítójának, S. N. Goenkának ajánlotta, aki „szeretettel tanította meg őt alapvető dolgokra, és aki nélkül nem tudta volna megírni a könyvét, melyhez szüksége volt a tizenöt évig tartó vipasszana-gyakorlás eredményeként kialakult összpontosításra, békére és éleslátásra”. A meditáció számára a megvilágosodáshoz, a felismeréshez vezető egyik út is egyben.
Vegán, állítása szerint ennek oka az, hogy kutatásai során megbizonyosodott arról, hogy milyen egészségtelen az a tejipar érdekeitől vezérelt gyakorlat, amikor megbontják a borjú és az anyja közötti köteléket az egymástól való elválasztásukkal.
2021 májusától Harari nem használ okostelefont.

## Filantrópia
A Covid19 világjárvány idején, miután az Egyesült Államok korábbi elnöke, Donald Trump csökkentette a WHO finanszírozását, Harari bejelentette, hogy házastársával együtt 1 millió dollárt adományoznak a WHO-nak a Sapienship nevű társadalomsegítő szervezetükön keresztül.

## Díjak és elismerések
Harari kétszer nyerte el a „Kreativitásért és eredetiségért” járó Polonsky-díjat, 2009-ben és 2012-ben.
2011-ben elnyerte a Society for Military History Moncado-díját a kiemelkedő hadtörténeti cikkekért.
2012-ben beválasztották a Fiatal Izraeli Tudományos Akadémia tagjává.
A Sapiens 96 egymást követő héten át szerepelt a The New York Times bestseller listájának első 3 helyén. Harari 2018-ban tartotta az első TED-beszédet digitális avatárként.
A Homo Deus 2017-ben elnyerte a Handelsblatt német gazdasági könyvdíját, amelyet az év legátgondoltabb és legbefolyásosabb gazdasági könyvének ítéltek oda.
Harari 2018-ban és 2020-ban előadást tartott a davosi Világgazdasági Fórum éves konferenciáján.

## Publikációk

### Könyvek
- Renaissance Military Memoirs: War, History and Identity, 1450–1600 (Woodbridge: Boydell & Brewer, 2004), ISBN 978-184-383-064-1
- Special Operations in the Age of Chivalry, 1100–1550 (Woodbridge: Boydell & Brewer, 2007), ISBN 978-184-383-292-8
- The Ultimate Experience: Battlefield Revelations and the Making of Modern War Culture, 1450–2000 (Houndmills: Palgrave-Macmillan, 2008), ISBN 978-023-058-388-7
- Sapiens: A Brief History of Humankind (London: Harvill Secker, 2014) ISBN 978-006-231-609-7
- Sapiens – Az emberiség rövid története, ford. Torma Péter (Animus Kiadó), Budapest), 2015, 2018, ISBN 9789633242377
- Homo Deus: A Brief History of Tomorrow (2016), ISBN 978-1910701881
- Homo Deus – A holnap rövid története, ford. Torma Péter (Animus Kiadó, Budapest), 2017, ISBN 9789633244975
- Money: Vintage Minis (select excerpts from Sapiens and Homo Deus (London: Penguin Random House, 2018) ISBN 978-1784874025
- 21 Lessons for the 21st Century (London: Jonathan Cape, 2018), ISBN 1787330672
- 21 lecke a 21. századra, ford. Torma Péter (Animus Kiadó, Budapest) 2018, ISBN 9789633245958
- Sapiens: A Graphic History, Volume 1 – The Birth of Humankind (London: Jonathan Cape, 2020)
- Így hódítottuk meg a Földet; ford. Torma Péter; Lampion, Budapest, 2022 (A világ urai)
- Nexus. Az információs hálózatok rövid története a kőkorszaktól az MI-ig; ford. Torma Péter; Animus, Budapest, 2024

### Cikkek
- "The Military Role of the Frankish Turcopoles – a Reassessment", Mediterranean Historical Review 12 (1) (June 1997), pp. 75–116.
- "Inter-Frontal Cooperation in the Fourteenth Century and Edward III’s 1346 Campaign", War in History 6 (4) (September 1999), pp. 379–395
- "Strategy and Supply in Fourteenth-Century Western European Invasion Campaigns", The Journal of Military History 64 (2) (April 2000), pp. 297–334.
- "Eyewitnessing in Accounts of the First Crusade: The Gesta Francorum and Other Contemporary Narratives", Crusades 3 (August 2004), pp. 77–99
- "Martial Illusions: War and Disillusionment in Twentieth-Century and Renaissance Military Memoirs", The Journal of Military History 69 (1) (January 2005), pp. 43–72
- "Military Memoirs: A Historical Overview of the Genre from the Middle Ages to the Late Modern Era", War in History 14:3 (2007), pp. 289–309
- "The Concept of ‘Decisive Battles’ in World History", The Journal of World History 18 (3) (2007), 251–266
- "Knowledge, Power and the Medieval Soldier, 1096–1550", in In Laudem Hierosolymitani: Studies in Crusades and Medieval Culture in Honour of Benjamin Z. Kedar, ed. Iris Shagrir, Ronnie Ellenblum and Jonathan Riley-Smith, (Ashgate, 2007)
- "Combat Flow: Military, Political and Ethical Dimensions of Subjective Well-Being in War", Review of General Psychology (September 2008)
- Introduction to Peter Singer's Animal Liberation, The Bodley Head, 2015.
- "Armchairs, Coffee and Authority: Eye-witnesses and Flesh-witnesses Speak about War, 1100–2000", Journal of Military History 74:1 (gennaio, 2010), pp. 53–78.
- "Yuval Noah Harari on big data, Google and the end of free will", Financial Times (August 2016).
- "Why It’s No Longer Possible for Any Country to Win a War", Time (23 June 2017).
- "Why Technology Favors Tyranny", The Atlantic (October 2018).
- "Yuval Noah Harari: the world after coronavirus", Financial Times (20 March 2020).

## Fordítás
Ez a szócikk részben vagy egészben  a   Yuval Noah Harari című angol Wikipédia-szócikk ezen változatának fordításán alapul.  Az eredeti cikk szerkesztőit annak laptörténete sorolja fel. Ez a jelzés csupán a megfogalmazás eredetét és a szerzői jogokat jelzi, nem szolgál a cikkben szereplő információk forrásmegjelöléseként.